# Корнић
Корнић је насељено место у саставу града Крка, на острву Крку у Приморско-горанској жупанији, Република Хрватска.

## Историја
До територијалне реорганизације у Хрватској налазио се у саставу старе општине Крк.

## Становништво
На попису становништва 2011. године, Корнић је имао 433 становника.

## Попис1991.
На попису становништва 1991. године, насељено место Корнић је имало 250 становника, следећег националног састава:
| Попис 1991.‍ | Попис 1991.‍ | Попис 1991.‍ | Попис 1991.‍ | Попис 1991.‍ |
| ----------- | ----------- | ----------- | ----------- | ----------- |
|             |             |             |             |             |
| Хрвати      | Хрвати      |             | 233         | 93,20%      |
| Срби        | Срби        |             | 10          | 4,00%       |
| Југословени | Југословени |             | 1           | 0,40%       |
| Словенци    | Словенци    |             | 1           | 0,40%       |
| Црногорци   | Црногорци   |             | 1           | 0,40%       |
| непознато   | непознато   |             | 4           | 1,60%       |
| укупно: 250 |             |             |             |             |